# Limpieza con plasma

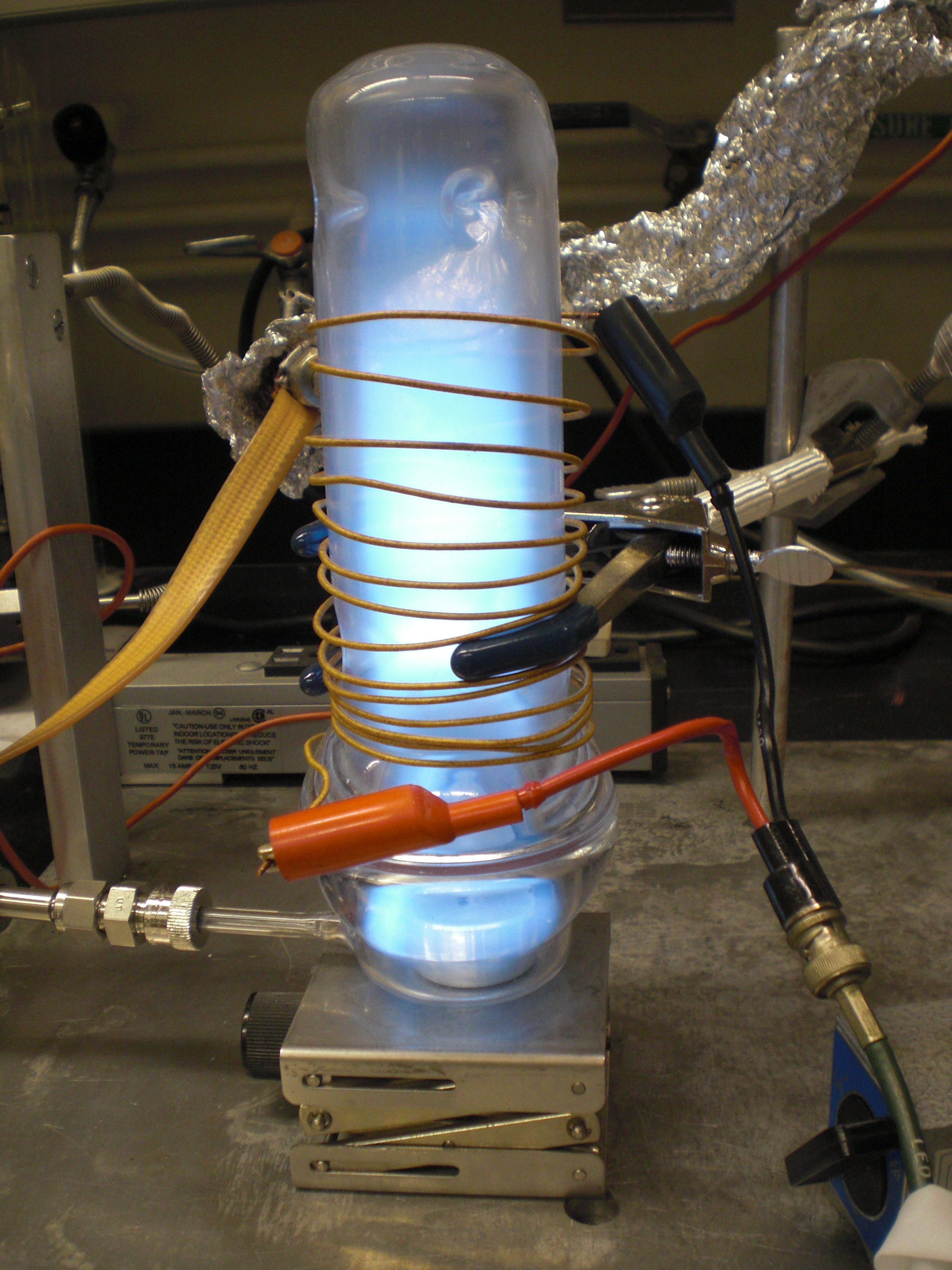
Figura 1. La superficie de un dispositivo MEMS se limpia con plasma de oxígeno azul brillante en un grabador de plasma para eliminar los contaminantes de carbono. (100 mTorr, 50 W RF).

La  limpieza con plasma es la eliminación de impurezas y contaminantes de las superficies mediante el uso de un plasma energético o plasma de descarga de barrera dieléctrica (DBD) creado a partir de especies gaseosas. Se utilizan gases como argón y oxígeno, así como mezclas como aire e hidrógeno/nitrógeno. El plasma se crea utilizando voltajes de alta frecuencia (normalmente de kHz a >MHz) para ionizar el gas de baja presión (normalmente alrededor de 1/1000 de la presión atmosférica), aunque ahora también son comunes los plasmas a presión atmosférica.

## Métodos
En el plasma, los átomos del gas se excitan a estados de mayor energía y también se ionizan. A medida que los átomos y las moléculas se "relajan" a sus estados normales de menor energía, liberan un fotón de luz, lo que da como resultado el "resplandor" o luz característica asociado con el plasma. Diferentes gases dan diferentes colores. Por ejemplo, el plasma de oxígeno emite un color azul claro.
Las especies activadas de un plasma incluyen átomos, moléculas, iones, electrones, radicales libres, metaestables y fotones en el rango ultravioleta de onda corta (UV de vacío o VUV para abreviar). Esta mezcla luego interactúa con cualquier superficie colocada en el plasma.
Si el gas utilizado es oxígeno, el plasma es un método eficaz, económico y ambientalmente seguro para la limpieza crítica. La energía VUV es muy eficaz en la ruptura de la mayoría de los enlaces orgánicos (es decir, C–H, C–C, C=C, C–O y C–N) de contaminantes superficiales. Esto ayuda a descomponer los contaminantes de alto peso molecular. Una segunda acción de limpieza la llevan a cabo las especies de oxígeno creadas en el plasma (O2+, O2−, O3, O, O+, O−, ozono ionizado, oxígeno excitado metaestable y electrones libres). Estas especies reaccionan con contaminantes orgánicos para formar H2O, CO, CO2 e hidrocarburos de menor peso molecular. Estos compuestos tienen presiones de vapor relativamente altas y son evacuados de la cámara durante el procesamiento. La superficie resultante es ultralimpia. En la Fig. 2, se muestra un contenido relativo de carbono sobre la profundidad del material antes y después de la limpieza con oxígeno excitado.

Figura 2. Contenido de carbono sobre la profundidad del material z: antes del tratamiento de la muestra - puntas de diamante y después del tratamiento durante 1 s. - puntos cuadrados.

Si la pieza está formada por materiales que se oxidan fácilmente, como plata o cobre, el tratamiento utiliza en su lugar gases inertes como argón o helio. Los átomos e iones activados por plasma se comportan como un chorro de arena molecular y pueden descomponer los contaminantes orgánicos. Estos contaminantes se vaporizan durante el procesamiento y son evacuados de la cámara.
La mayoría de estos subproductos son pequeñas cantidades de gases, como dióxido de carbono y vapor de agua con trazas de monóxido de carbono y otros hidrocarburos.
Se puede evaluar si la eliminación orgánica es completa o no mediante mediciones del ángulo de contacto. Cuando hay presente un contaminante orgánico, el ángulo de contacto del agua con el dispositivo es alto. La eliminación de contaminantes reduce el ángulo de contacto a la característica del contacto con el sustrato puro. Además, XPS y AFM se utilizan a menudo para validar aplicaciones de esterilización y limpieza de superficies.
Si una superficie a tratar está recubierta con una capa conductora estampada (metal, ITO), el tratamiento por contacto directo con plasma (capaz de contraerse formando microarcos) podría ser destructivo. En este caso, se puede aplicar la limpieza mediante átomos neutros excitados en plasma hasta un estado metaestable. Los resultados de las mismas aplicaciones a superficies de muestras de vidrio recubiertas con capas de Cr e ITO se muestran en la Fig. 3.

Fig. 3. Ángulo de contacto de la gota de agua de 5 μ l sobre vidrio recubierto con diferentes materiales.

Después del tratamiento, el ángulo de contacto de una gota de agua disminuye y llega a ser menor que su valor en la superficie no tratada. En la Fig. 4, se muestra la curva de relajación de la huella de las gotas para una muestra de vidrio. En el recuadro de la Fig. 4 se muestra una fotografía de la misma gota en la superficie no tratada. El tiempo de relajación de la superficie correspondiente a los datos mostrados en la Fig. 4 es de aproximadamente 4 horas.
La incineración por plasma es un proceso que utiliza la limpieza con plasma únicamente para eliminar el carbono. La incineración de plasma siempre se realiza con gas O2.

Figura 4. Área de superficie de la huella de una gota de agua de 5 μl de volumen sobre la superficie del vidrio versus el tiempo t después de su tratamiento. En el recuadro se muestra una gota sobre vidrio sin tratar.

## Aplicaciones

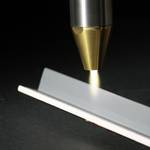
Figura 5. Haz de plasma limpiando una superficie metálica,

### Limpieza y esterilización
La limpieza con plasma elimina la contaminación orgánica mediante reacciones químicas o ablación física de hidrocarburos en las superficies tratadas. Los gases de proceso químicamente reactivos (aire, oxígeno) reaccionan con monocapas de hidrocarburos para formar productos gaseosos que son arrastrados por el flujo continuo de gas en la cámara del limpiador de plasma. La limpieza con plasma se puede utilizar en lugar de procesos químicos húmedos, como el grabado con pirañas, que contienen productos químicos peligrosos, aumentan el peligro de contaminación de los reactivos y corren el riesgo de grabar las superficies tratadas.
- Eliminación de monocapas autoensambladas de alcanotiolatos de superficies de oro [6]
- Proteínas residuales en dispositivos biomédicos [3]
- Limpieza de nanoelectrodos [7]

### Ciencias de la vida
La viabilidad, función, proliferación y diferenciación celular están determinadas por la adhesión a su microambiente. El plasma se utiliza a menudo como un medio libre de químicos para agregar grupos funcionales biológicamente relevantes (carbonilo, carboxilo, hidroxilo, amina, etc.) a las superficies de los materiales. Como resultado, la limpieza con plasma mejora la biocompatibilidad o bioactividad del material y elimina proteínas y microbios contaminantes. Los limpiadores de plasma son una herramienta general en las ciencias biológicas y se utilizan para activar superficies para cultivo celular, ingeniería de tejidos, implantes y más.
- Sustratos de ingeniería de tejidos [11]
- Adhesión celular de tereftalato de polietileno (PET) [10]
- Biocompatibilidad mejorada de los implantes: injertos vasculares,[12] Tornillos de acero inoxidable [13]
- Estudios de confinamiento celular a largo plazo [14]
- Litografía con plasma para modelar sustratos de cultivos celulares [15]
- Clasificación de células por fuerza de adhesión [16]
- Eliminación de antibióticos mediante virutas de acero activadas por plasma [17]
- Secuenciación unicelular [18]

### Ciencia de los materiales
La humectación y modificación de superficies es una herramienta fundamental en la ciencia de materiales para mejorar las características del material sin afectar las propiedades generales. La limpieza con plasma se utiliza para alterar la química de la superficie del material mediante la introducción de grupos funcionales polares. La mayor hidrofilia (humectación) de la superficie después del tratamiento con plasma mejora la adhesión con recubrimientos acuosos, adhesivos, tintas y epoxis:
- Termopotencia mejorada de películas de grafeno [19]
- Mejora de la función de trabajo en heteroestructuras de semiconductores poliméricos [20]
- Adhesión mejorada de fibras de polietileno de módulo ultraalto (Spectra) y fibras de aramida [21]
- Litografía de plasma para estructuras superficiales a nanoescala y puntos cuánticos [22]
- Micropatrones de películas delgadas [23]

### Microfluidos
Las características únicas del flujo de fluidos a micro o nanoescala son aprovechadas por dispositivos de microfluidos para una amplia variedad de aplicaciones de investigación. El material más utilizado para la creación de prototipos de dispositivos de microfluidos es el polidimetilsiloxano (PDMS), por su rápido desarrollo y propiedades de material ajustables. La limpieza con plasma se utiliza para unir permanentemente chips de microfluidos PDMS con portaobjetos de vidrio o placas de PDMS para crear microcanales herméticos.
- Separación del plasma sanguíneo [25]
- Secuenciación de ARN unicelular [18]
- Válvulas de flujo electroosmóticas [26]
- Patrones de humectabilidad en dispositivos microfluídicos [27]
- Retención a largo plazo de la hidrofilicidad del dispositivo de microfluidos [28]
- Adhesión mejorada al polipropileno (propileno) [29]

### Células solares y fotovoltaicas
El plasma se ha utilizado para mejorar el rendimiento de las células solares y la conversión de energía dentro de dispositivos fotovoltaicos:
- La reducción del óxido de molibdeno (MoO3) mejora la densidad de corriente de cortocircuito [30]
- Modifique las nanohojas de TiO 2 para mejorar la generación de hidrógeno [31]
- Conductividad mejorada de PEDOT:PSS para una mejor eficiencia en células solares de perovskita sin ITO [32]